# Colpogyne betsiliensis
Colpogyne es un género monotípico de plantas  perteneciente a la familia Gesneriaceae.  Su única especie: Colpogyne betsiliensis (Humbert) B.L.Burtt, es originria de Madagascar donde se encuentra en la Provincia de Fianarantsoa a una altitud de 1500 - 2000 metros.

## Descripción
Es una planta perenne herbácea en roseta con un corto rizoma. Hojas alternas, sessiles o con un corto peciolo, lámina oblongo-lanceolada, base atenuada, margen crenadoe-serrado, con lanosidad en amblos lados. Las inflorescencias en cimas con un largo pedúnculo, con pocas a varias flores, sin bracteolas. Corola de color blanco con el margen púrpura, campanulada. El fruto es una cápsula con semillas verrugosas

## Taxonomía
Colpogyne betsiliensis fue descrita por (Humbert) B.L.Burtt y publicado en Flore de Madagascar et des Comores 180: 150. 1971.
Etimología
Colpogyne: nombre genérico compuesto por la palabra latina colpus = "canal, estrechura" y la griega γυνη, gynē = "femenino, ovario" .
betsiliensis: epíteto
Sinonimia
- Streptocarpus betsiliensis Humbert[3]